# کیا پوپ
کیا پوپ (انگلیسی: Kia Pop) نوعی خودروی مفهومی است که توسط شرکت کیا موتورز در نمایشگاه خودروی پاریس ۲۰۱۰ رونمایی شد.